# Llorenç Mallol
Llorenç Mallol (ältere Schreibweisen Lorenç / Lorenz Mallol, * 14. Jahrhundert; † 14. Jahrhundert; wirkend um 1350) war ein katalanischer Dichter des 14. Jahrhunderts. Genaue Lebensdaten sind nicht bekannt. Von ihm sind zwei Gedichte in altokzitanischer Sprache überkommen.

## Leben und Werk
Llorenç Mallol war der Autor eines figurativen Verses mit den Anfangsworten Sobre·l pus alt de tots los cims d’un arbre, einer mystischen Allegorie auf Jesus Christus, die er an das „Consistori del Gay Sabre“ von Toulouse sandte. Enrich de Villena, ein Mitglied des Konsistoriums von Barcelona, gab die Auskunft, dass dieses Stück nicht für das Konsistorium von Barcelona komponiert wurde, sondern schon vor dessen Gründung 1393 für das Konsistorium von Toulouse geschrieben wurde. Es ist nicht bekannt, ob das Stück bei den Jocs Florals von Toulouse einen Preis gewonnen hat oder wann es überhaupt komponiert wurde.
Weiter für das Verständnis der okzitanischen und katalanischen Dichtung dieser Zeit führt das Rechtfertigungsgedicht („Escondig“ „Escondit“) Llorenç Mallols, das nicht mit den Konsistorien oder mit den Wettbewerben der Jocs Florals in Verbindung gebracht werden kann. Der Gedichtanfang Moltes de vetz, dompna, m suy presentatz beschreibt, wie eifersüchtige Männer Llorenç bei seiner Dame beschuldigen, er prahle mit der Liebe seiner Dame. Dies stellt eine unhöfische Verletzung des Liebesgeheimnisses dar. Lorenç weist diese Anklage auf eine Weise zurück, die eindeutig von Petrarcas fünfzehnter Canzone inspiriert ist, die mit „S'i'l dissi mai“ („Wenn ich das jemals gesagt habe“) beginnt. Der Dichter beschreibt dann das schreckliche Schicksal, das er bei einem so tückischen Verrat zu erleiden hätte.
In Llorenç Mallol verbinden sich Renaissance-Petrarchismus und Troubadourismus. Llorenç Mallol ist eher zufällig einer der Katalanen jener Zeit, der bei Petrarca und den italienischen Dichtern Elemente fand, die ihm wert schienen, kopiert und in seine troubadouresken Strukturen eingefügt zu werden. Einen literarischen Trend hat er damit nicht gesetzt.